# نرم پرسکت
نُرم پرسکت (انگلیسی: Norm Prescott؛ ۳۱ ژانویهٔ ۱۹۲۷ – ۲ ژوئیهٔ ۲۰۰۵) یک تهیه‌کننده، فیلم‌نامه‌نویس و صداپیشه اهل ایالات متحده آمریکا بود. وی دانش‌آموختۀ دانشگاه بوستون بود.
از فیلم‌ها یا برنامه‌های تلویزیونی که وی در آن نقش داشته است، می‌توان به شزم! اشاره کرد. او در سال ۱۹۶۲ شرکت فیلمیشن را تاسیس کرد‌.